# ムカリ

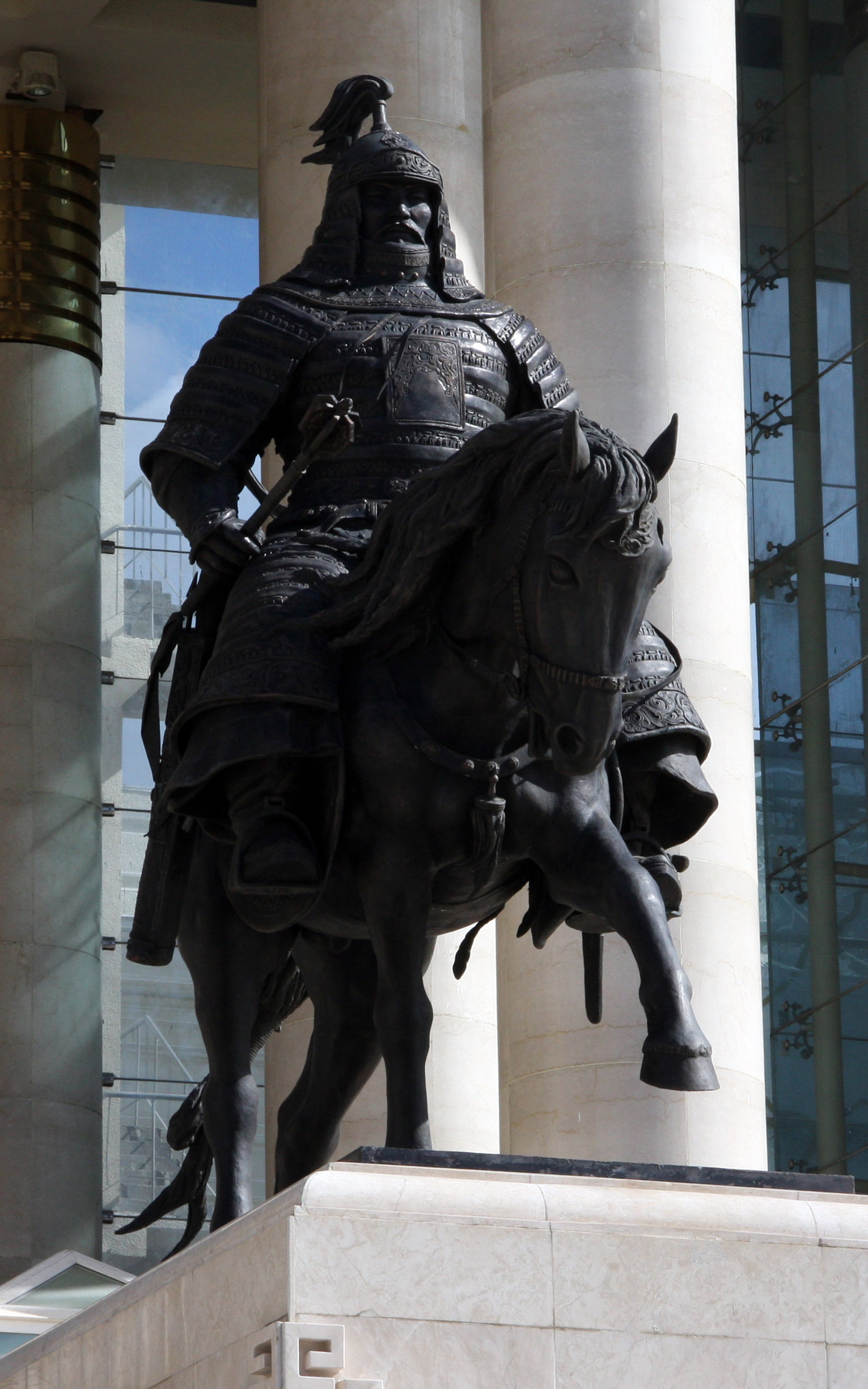
スフバートル広場の記念像

ムカリ（Muqali guy-ong、1170年 - 1223年）は、モンゴル帝国の初代皇帝であるチンギス・カンの家臣。チンギス・カンの左翼諸軍に属す24の諸千戸隊を統括する万戸（トゥメン）の長であった。『元朝秘史』に載る1206年のチンギス・カン即位時の功臣表では、モンリク・エチゲ、ボオルチュに次ぐ第3位に数えられる。『元朝秘史』『元史』などの漢語表記では木華黎、木合黎、木花里、謀合理、摩睺羅など。『集史』のペルシア語表記などでは「ムカリ国王」の音写である、 موقلىكويانك Mūqalī Kūyānk などと書かれる。『元朝秘史』『集史』によれば、チンギス・カンによって右翼諸軍を統括するボオルチュとならび、カラウン・チドンとよばれる地域を統べる左翼万戸長に任じられたと言う。ボオルチュとならぶモンゴル帝国創業の大勲臣のひとりであり、死後に東平王、魯国王に封じられる。
ジャライル部族の首長家であるジャアト・ジャライル氏族（チャアト〜ジャアト Ča'at〜Čaγat＜Jaad, جات Jāt）の出身。ジャアト・ジャライル氏族長テレゲトゥ・バヤンの子のグウン・ゴアの子。兄弟にタイスン、ブカなどがいたことが知られている。ジャアト・ジャライル氏族、なかでも彼を祖とするムカリ国王家は、大元ウルス時代を含めモンゴル帝国東部でもっとも影響力の強かったモンゴル諸侯家のひとつであった。

## 生涯
『元朝秘史』『集史』などによれば、後のチンギス・カンことテムジンが一族のジュルキン氏（チンギス・カンらが属すモンゴル部族キヤト氏族うちキヤト氏族の祖カブル・カンの長男のオキン・バルカクの家系）の首長、サチャ・ベキ、タイチュ兄弟を攻め滅ぼした時、ジュルキン氏に仕えていたしていたジャアト・ジャライル部族もテムジン一門に降伏した。ジャアト・ジャライル部族の首長であったテレゲトゥ・バヤンの息子たちのうち、グアン・ゴア、チラウン・カイチ、ジェブケ兄弟はテムジンに帰順し、この時、グアン・ゴアは子のムカリ、ブカを、同じくチラウン・カイチもトンゲ、カシをそれぞれテムジンに目通りさせて差し出し、ムカリとブカはテムジンの侍衛集団であるケシクに加えられ養育を受けた。
1196年頃からチンギス・カンに従ってモンゴル統一の過程で数々の武功を挙げた。このため、1206年にチンギス・カンが即位すると、万人長に任じられた。金朝討伐でもチンギス・カンに従って従軍し、遼東・遼西平定で功績を挙げた。
1217年、チンギス・カンより「国王（グイオン guy-ong）」の称号とゴビ砂漠以南の領土を与えられ、モンゴル族・契丹族・投降した女真族からなる大軍を委任され東方攻略を一手に引き受けた。ムカリは史天沢や厳実・張柔ら漢人軍閥を降伏させて味方に取り込むことで金討伐戦を有利なものとし、さらに高麗王朝の服属にも成功した。
しかし晩年は老齢のためか次第に衰えが見え始め、また金朝の抵抗も激しかったこともあって1223年の金の首都の汴京戦では敗退し、失意のままに同年のうちに山西南部で死去した。54歳。
子孫はチンギス・カンの孫のクビライの創設した元朝の世襲貴族として仕え、ムカリの子のボオルの三男のバアトルはクビライの義兄弟として王朝創設に貢献した。『元史』巻百十九に「木華黎伝」が設けられている。

## 人物・逸話
- ボオルチュ、チラウン、ボロクルと共にチンギス・カンの四駿に数えられる。
- チンギス・カンからは特に信任されて「国王」の称号を与えられたため、四駿の中でも筆頭といわれている。
- チンギス・カンに国王という称号を与えられたとされているが、実は彼の侵攻に悩まされていた金王朝がムカリに王の称号を与えることでチンギス・カンと彼の離間を図ろうとしたとされている。しかしチンギス・カンのムカリに対する信任が揺らぐことは無く、そのまま王の称号を用いることを許したとされている。
- 軍事能力だけではなく政治力にも長けており、モンゴルの人口不足を解消するために無駄な殺戮は決して行なわず、労働力の確保に努めたといわれる。

## 親族・子孫、ムカリ国王家のその後
ムカリの兄弟については数人いたことが知られており、上述のブカ（不花）の他にタイスン（帯孫）などが『集史』『元史』などから確認出来る。
ムカリ自身の子息についてはボオル（孛魯）という人物がいた。『集史』でも「Būghūl Kūyānk。ムカリ・クーヤンクの息子」と呼ばれている通り、1223年にムカリが没すると、このボオルがムカリ国王家の第二代当主となった。1217年にチンギス・カンは金朝領の過半を制圧し、首都の中都を獲得したが、ムカリが「国王」号を得た時、ムカリのジャライル国王家は「五投下」と称されるマングト、ウルウト、ジャライル、コンギラト、イキレスの諸部族諸侯家の首班として、旗下のナイマン、契丹、女直、漢人などのモンゴル帝国に帰順した混成諸軍を率いてこの旧金朝領の経営を任された。これらの混成軍が華北一帯の鎮戍軍のタンマチ（探馬赤、tammači）として編成された。ところがムカリが金朝を完全に制圧する前に没し、ボオルがムカリ国王家と旧金朝領の経営も引き継いだが、このボオルも1228年に32歳で金朝を討ち滅す前に亡くなった。
『元史』「木華黎伝」によると、ボオルには七人の息子がいたことが記録にのこっており、長男のタシュ（塔思）以下、スグンチャク（速渾察）、バアトル（覇突魯）、バイナル（伯亦難）、エムゲン（野蔑干）、エブゲン（野不干）、アルキシ（阿里乞失）らであった。タシュはテュルク語で「石」を意味し、モンゴル語で同じ意味の「チラウン（査剌温）」という別名を持っていた。ムカリ国王家による金朝領の経営が順調に進んでいないことを鑑みて、皇帝オゴデイは1234年に金朝への親征に乗り出し、これを滅ぼした。タシもこの遠征に参加しているが、オゴデイの親征軍における一部将に過ぎない立場に零落し、金朝滅亡後、黄河以北の地域は采邑が諸王家や諸侯間で分封を受け、各々の地域はダルガチの派遣を受けて分割管理されることとなった。このため、金朝の征服に前後して、皇帝オゴデイ直下の中書省による華北経営権拡大や諸王家による所領の分割などのはざまでチンギス・カン治世以来の華北経営の方針が大きく転換し、ムカリ国王家による華北経営権はほぼ全面的に失うことになった。
1239年にタシュが亡くなった。タシュにはシドルク（碩篤児）という息子がいたが、まだ幼かったためにオゴデイの意向によって分家させられることになり、国王家の家督はタシュの弟のスグンチャク（速渾察）が第三代国王として継ぐこととなった。このスグンチャクの継承を契機に、オゴデイはムカリ国王家の幕営地を長城以北の上都周辺から北東の上京会寧府へ転封させてしまった。以降、明代までこの地域がムカリ国王家の本拠地となった。
このように、「国王」の称号はムカリ以降も、「ムカリ国王家」としてその当主を通じて子孫に受継がれ、ムカリの死後は長男ボオル、その子のタシュ（塔思）、次男スグンチャク（速渾察）に移った。モンゴル帝国の第4代皇帝モンケはスグンチャクの息子たちのクルムシ（忽林池）、ナヤン（乃燕）、センウ（相威）、サルバン（撒蛮）の四人のうち、長男のクルムシが「柔弱」であったので次男のナヤンに継がせるつもりであったが、ナヤンが兄を差し置いて国王位を継ぐのを強く辞退したため、クルムシが第五代国王として国王位を継承した。
スグンチャクが国王位にあった時代から、国王家の人々はおおよそトルイ家の王族たちに仕えたようで、ムカリの息子ボオルの三男バアトルはムカリ国王家の重鎮として甥である当主クルムシを補佐し、モンケの治世には政権を支える宿将として活躍し、モンケの南宋遠征ではクビライの旗下に加わった。1260年のクビライ即位のおり、皇后チャブイの実兄であるコンギラト部族アルチ・ノヤン家の当主ナチンと並ぶ、クビライの即位に尽力した最有力のモンゴル諸侯であった。バアトル自身はクビライの皇后であったコンギラト部族アルチ・ノヤン家の子女チャブイの姉と結婚しており、チャブイの家系を通じてクビライの義兄にあたる人物であった。後に東平王に封じられている。このバアトルにはアントン（安童）という息子がおり、1277年、カイドゥ討伐のため、中書省右丞相としてクビライの皇子ノムガンらともに中央アジアに派遣され、シリギらと戦った（シリギの乱）。クルムシの次の国王位はアントンの弟の和童が継いだ。
モンゴル帝国の拡大とともに、ムカリも建国の功臣として崇敬の対象となり、ムカリ国王家の国王世襲はチンギス・カンより認められた特権とする認識が帝国内に定着して、その一族もモンゴル貴族社会では尊敬の対象とされた。国王の任命権そのものはカアンが有していたものの、その選出は国王家の内部の問題とされ、カアンが勝手に次の国王を定めたり、国王を廃することは出来ないとされた。
『元史』木華黎伝によると、ムカリが誕生する時に張（ゲル、ユルト）から白気が出現したといい、神巫がこれを見て「これは常ならざる子だ」と述べたと伝えている。これは大元朝後期に蘇天爵が編纂した『国朝名臣事略（元朝名臣事略）』のムカリの伝記である「太師魯国忠武王」の段にも同一の話が記載されており、14世紀前半にはムカリ国王の「神話化」が既に定着していたようである。
また、モンゴル帝国・元朝において宿衛部隊であるケシク（怯薛）を率いる宿衛長の職は国家の官制の枠外に置かれ、四駿の末裔から選ばれることになっていたが、そのうち第3ケシクの宿衛長はムカリ王家の出身者が任じられる例となっていた。モンゴル貴族の子弟の多くが宿衛長の指揮下で宿衛士の任務に就いてきたことから、歴代の宿衛長経験者は帝国内のモンゴル貴族の動向に大きな影響を与えた。こうした事情によって、ムカリ国王家出身者で失脚や反乱を原因として誅殺された事例は他の諸王・功臣の系統と比較して少なかったとされ、元朝末期までその血統を保ち続けた。

## ジャライル部国王ムカリ家
- グウン・ゴア（Gü’ün U’a ＞孔温窟哇/kǒngwēn kūwa）
  - 左翼万人隊長・国王1ムカリ（Muqali guy-ong ＞木華黎国王/mùhuálí guówáng,موقلىكويانك/mūqalī kūyānk）
    - 左翼万人隊長・国王2ボオル（Bo’ol ＞孛魯bólŭ,بوغول/būghūl）
      - 国王3タシュ（Taš ＞塔思/tǎsī）
        - クドカ（Quduqa ＞忽都華/hūdōuhuá）
          - クト・テムル（Qutu temür ＞忽都帖木児/hūdōu tièmùér）
            - バウガ（Bauga ＞宝哥/bǎogē）
              - ダオトン（Daotong ＞道童/dàotóng）

      - 国王4スグンチャク（Süγunčaq ＞速渾察/sùhúnchá）
        - 国王5クルムシ（Qurmši ＞忽林池/hūlínchí）
        - ナヤン（Nayan ＞乃燕/nǎiyàn）
          - 同知通政院事シディ（Šidi ＞碩徳/shídé）
            - ベルケ・テムル（Berge temür ＞別理哥帖木爾/biélǐgē tièmùěr）
              - 中書平章政事ドルジバル（Dorǰibal ＞朶爾直班/duǒěrzhíbān）
                - テグス・テムル（Tegüs temür ＞鉄固思帖木而/tiěgùsī tièmùér）
                - ドルゲン・テムル（Dürgen temür ＞篤堅帖木而/dǔjiān tièmùér）

          - バヤンチャル（Bayančar ＞伯顔察児/bǎiyáncháér）

        - 江淮行省左丞相センウ（Seng'ü ＞相威/xiāngwēi）
          - 南行台御史大夫アラーウッディーン（Šidi ＞阿老瓦丁/ālǎowǎdīng）
            - 集賢大学士トゴン（Toγon ＞脱歓/tuōhuān）

        - サルバン（Sarban ＞撒蛮/sāmán）
          - 江浙行省平章トクト（Toqto ＞脱脱/tuōtuō）
            - 中書右丞相ドルジ（Dorǰi ＞朶児只/duǒérzhǐ）
              - 翰林学士ドスマン・テムル（Dosman temür ＞朶蛮帖木児/duǒmán tièmùér）
              - 国王12エムケシリ（Emmgeširi ＞俺木哥失里/ǎnmùgēshīlǐ）

      - 先鋒元帥バアトル（Ba’atul noyan ＞覇突魯/bàtūlŭ,بهادر نويان/bahādur nūyān）
        - 中書右丞相アントン（Antong noyan ＞安童/āntóng,هنتون نويان/hantūn nūyān）
          - 国王ウドゥルタイ（Udurdai ＞兀都帯/wùdōudài）
            - 中書右丞相バイジュ（Baiǰu ＞拝住/bàizhù）
              - トゥレル・テムル（Dürel temür ＞篤麟鉄穆爾/dǔlín tiěmùěr）

        - ディントン（Dingtong ＞定童/dìngtóng）
        - バドクタイ（Baduqutai ＞覇都虎台/bàdōuhǔtái）

      - アルキシュ（Arkiš ＞阿礼吉失/ālǐjíshī）
        - クスクル（Qusuqur ＞忽速忽爾/hūsùhūěr）
        - 国王ドロタイ（Dorotai ＞朶羅台/duǒluótái）
        - 国王ナイマンタイ（Naimantai ＞乃蛮台/nǎimántái）
          - 中書右丞エセン・ブカ（Esen buqa ＞野仙溥化/yěxiān pǔhuà）
            - 国王ナガチュ（Naγaču ＞納哈出/nàhāchū）

          - コンクル・ブカ（Qongqur buqa ＞晃忽而不花/huànghūér bùhuā）

  - 郡王タイスン（Tayisun ＞帯孫/dàisūn,طایسون/ṭāīsūn）
    - モンケ（Möngke ＞忙哥/mánggē）
      - タタルダイ（Tatardai ＞塔塔児台/tǎtǎértái）

    - トゥメテイ（Tümetei ＞禿満䚟/tūmǎndǎi）
      - ジャルグ（J̌arγu ＞札剌忽/zhálàhū）
      - クトルク（Qutluq ＞忽図魯/hūtúlǔ）